# NGC 4408
NGC 4408 (również PGC 40668) – galaktyka soczewkowata (S0), znajdująca się w gwiazdozbiorze Warkocza Bereniki. Odkrył ją Heinrich Louis d’Arrest 21 kwietnia 1865 roku.